# Pedicellinidae
Pedicellinidae é uma família de animais aquáticos do filo Entoprocta.

## Gêneros
- Loxosomatoides Annandale, 1908
- Myosoma Robertson, 1900
- Pedicellina Sars, 1835
- Sangavella Marcus, 1957